# گل کاکوو
گل فاخته یا گل کاکوو گیاهی گلدار از خانواده شب‌بویان و بیشتر بومی اروپا و آسیای غربی است.

## شرح
کاکوو گیاهی علفی، بدون مو، چند ساله است که به ارتفاع به ۴۰–۶۰ سانتی‌متر می‌رسد. دارای چهار گلبرگ رنگ صورتی و بنفش (به ندرت سفید) است. این گیاه بیشتر نزدیک به آب رشد می‌کند.
نام رایج آن گل فاخته (cuckooflower) از شکل‌گیری گلهای گیاه تقریباً همزمان با ورود هر بهار از اولین فاخته‌ها در جزایر انگلیس ناشی می‌شود.

## توزیع
این گونه معمولاً در سراسر جزایر انگلیس یافت می‌شود.
در ایرلند نیز گزارش شده‌است.

## زراعت
این گیاه به عنوان یک گیاه زینتی در باغها رشد می‌کند و در نتیجه کشت در آمریکای شمالی بومی شده‌است. در برخی از کشورهای اروپایی، از جمله مناطقی از آلمان، این گیاه اکنون در معرض تهدید قرار دارد.
این گیاه غذایی برای پروانه نارنجی‌کنار (Anthocharis cardamines) است و به هر باغچه ای که هدف آن جذب حیات وحش است، ارزش می‌بخشد. گاهی به عنوان جایگزین آب‌تره استفاده می‌شود.

## فرهنگ عامه
در فولکلور گفته می‌شد که برای پریها مقدس است، و اگر در داخل خانه آورده شود بدشانس بود. به همین دلیل در گلدسته‌های اول ماه مه قرار نمی‌گرفت.

## نماد
این گل نماد چشر انگلیس است.

## نگارخانه

گل فاخته در بایرن، آلمان
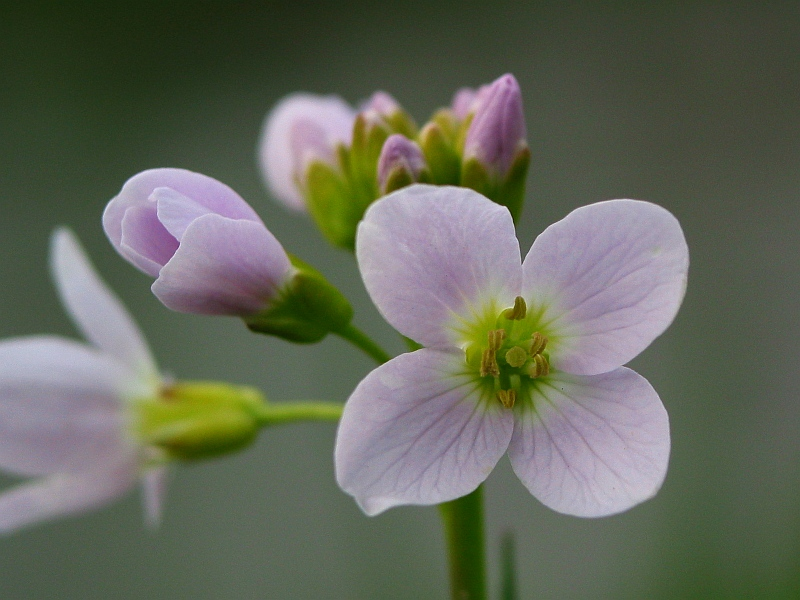
جزئیات گل‌ها
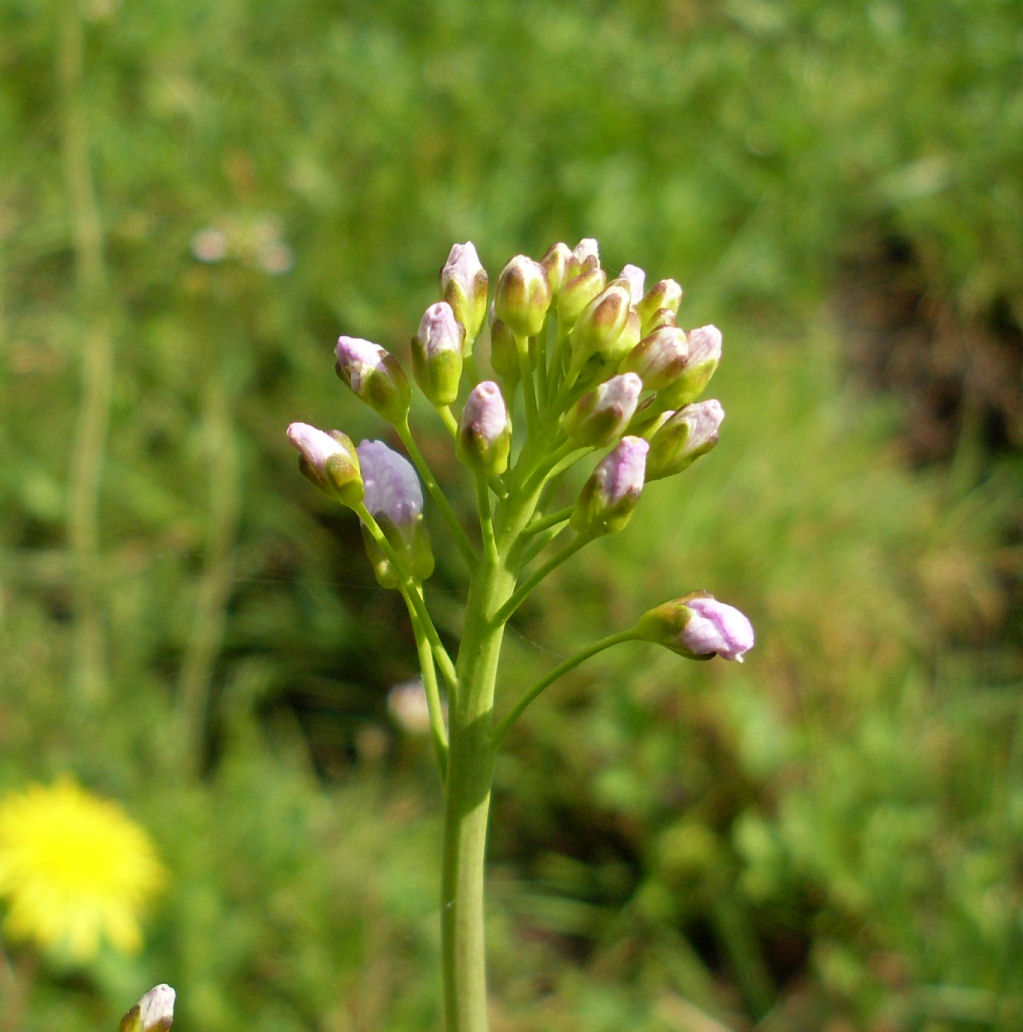
غنچه‌های گل فاخته
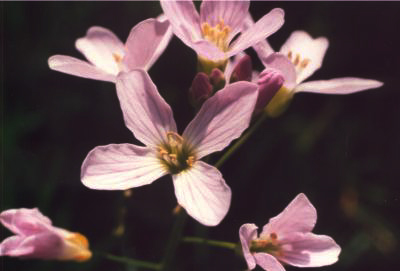
نوع صورتی رنگ گل فاخته